# بولیاک‌باشوو
بولیاک‌باشوو (انگلیسی: Bulyakbashevo) یک شهرک در شهرستان چیشمینسکی در استان باشقیرستان کشور روسیه است.